# Franz Anton Ries

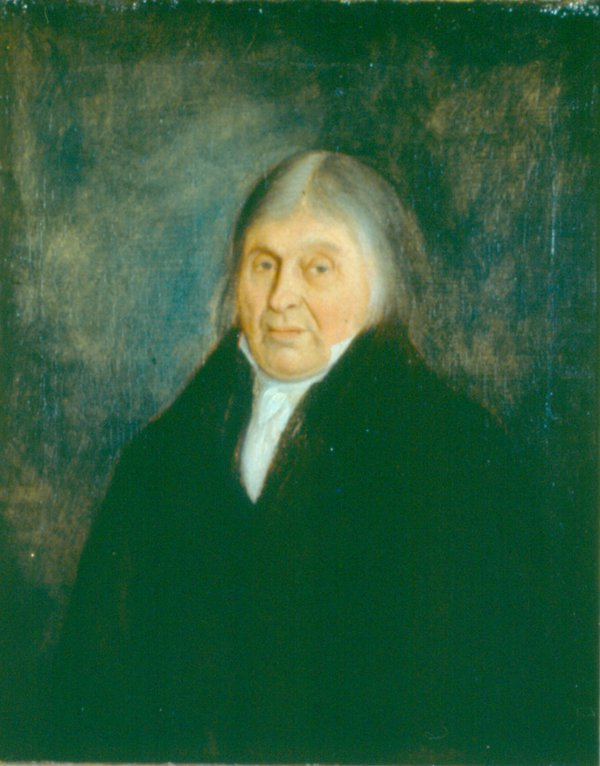
Franz Anton Ries

Franz Anton Xaverius Ries (* 10. November 1755 in Bonn; † 1. November 1846 ebenda) war ein deutscher Geiger und Orchesterleiter.

## Leben
Als Geiger war Ries Schüler seines Vaters Johann (1723–1784; Mitglied der kurkölnischen Kapelle in Bonn seit 1747) und Johann Peter Salomons. Er galt als Wunderkind auf seinem Instrument und erhielt 1774 eine Anstellung in der Bonner Hofkapelle. Nach der Rückkehr von einer Studienreise nach Wien wurde er 1779 zum „Ersten Geiger“ und 1791 (in der Nachfolge des erkrankten Joseph Reicha) zum „Direktor der kurfürstlichen Musik“ befördert. Er gehörte der Hofkapelle bis zu ihrer Auflösung 1794 an und organisierte danach mit den in Bonn verbliebenen Musikern gelegentlich Konzerte. 
In den Jahren 1785/86 unterrichtete er Ludwig van Beethoven im Violinspiel und blieb mit Beethoven in freundschaftlicher Verbindung.
Er gehörte den Illuminaten in Bonn an und, nach deren Auflösung, der Bonner Lesegesellschaft. Beim ersten Beethovenfest von 1845 bekam er die Ehrendoktorwürde der Universität Bonn verliehen und wurde anlässlich seines 90. Geburtstags mit dem Roten-Adler-Orden ausgezeichnet.
Er war Mitglied der 1805 gegründeten Bonner Freimaurerloge  Les frères courageux.

## Lehrer von Ludwig van Beethoven und Johanna Kinkel
Franz Xaverius Ries wohnte in Bonn gegenüber Ludwig van Beethovens Geburtshaus mit dessen Großvater in einem Haus. Dem jungen Ludwig gab er Geigenunterricht und spielte schließlich auch mit ihm in der Hofkapelle.
Eine ebenfalls prominente Schülerin von Ries war Johanna Kinkel.

## Familie
Franz Anton Ries war der Vater von Ferdinand und Hubert Ries, beides ebenfalls begabte Musiker.
Das Grab von Franz Anton Ries befindet sich auf dem Alten Friedhof in Bonn.